# Néstor Pitrola
Néstor Antonio Pitrola (n. Córdoba, 1 de abril de 1952) es un sindicalista y político argentino. Es uno de los principales dirigentes del Partido Obrero y responsable en la formación del Polo Obrero y la Coordinadora Sindical Clasista. Fue elegido Diputado Nacional por la provincia de Buenos Aires en las elecciones de 2013 y 2015.

## Biografía

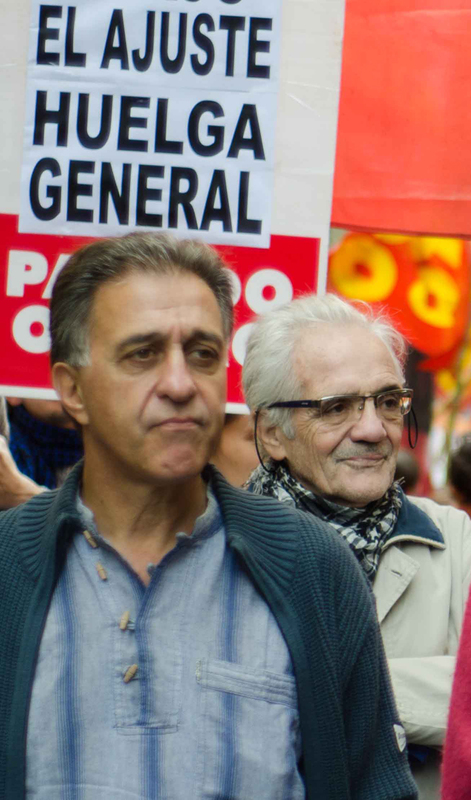
Pitrola en una marcha.

### Infancia y militancia estudiantil
Pitrola nació en el seno de una familia de clase media, hijo de un comerciante y de un ama de casa. En el año 1968, con 16 años y siendo un estudiante secundario simpatizante de la izquierda peronista, conforma una agrupación independiente en su colegio. Como otros activistas de su generación fue muy influido por la Revolución Cubana y era admirador del Che Guevara y Fidel Castro. En esa condición participó en el Cordobazo (1969) como parte de su centro de estudiantes. Ya entonces formaba parte de la corriente Política Obrera, la cual se transformó en Partido Obrero luego de la dictadura de 1976. Más tarde fue delegado estudiantil del centro de estudiantes de arquitectura de su ciudad.
Inicialmente fue empleado de comercio, luego fue bancario, y desde allí fue elegido delegado general del Banco de Galicia en Córdoba a partir de 1972. En agosto de 1975 fue encarcelado por sus actividades en la huelga general de julio de ese año.

### Sindicalista
Luego del golpe de Estado de 1976 se radicó en Buenos Aires, trabajando en la industria gráfica, siendo elegido primero delegado de la Editorial Atlántida y luego, en 1984, secretario general adjunto de la Federación Gráfica Bonaerense.
En los '90 participó de diversas luchas en contra de las políticas neoliberales del gobierno Menem. A fines de esa década fundó el Polo Obrero y el Bloque Piquetero Nacional.
En 2004 el PO y el Polo Obrero, encabezados por Pitrola, se unieron a la segunda marcha por la crisis de inseguridad experimentada en la ciudad de Buenos Aires y el Gran Buenos Aires, organizada por Juan Carlos Blumberg.

### Candidaturas
En las elecciones de 1993, Pitrola fue candidato a concejal de la ciudad de Buenos Aires en segundo lugar por el PO. Su lista obtuvo 0,52% (9.888 votos).
En las elecciones de 2005, encabezó la lista del PO de candidatos a diputados nacionales por la provincia de Buenos Aires, obteniendo el 1,49% (97.872 votos) y no resultando electo.
Pitrola fue candidato a Presidente de la Nación en las elecciones de 2007, obteniendo 0,61% (116.688 votos).
En las elecciones de 2009 nuevamente se presentó como candidato a diputado en primer lugar, sacando 1,06% (79.467 votos), tampoco logrando la banca.
En 2011 el PO se alió con el Partido de los Trabajadores Socialistas e Izquierda Socialista, formando el Frente de Izquierda y de los Trabajadores (FIT). Pitrola se postuló otra vez como candidato a diputado, encabezando la lista del FIT, obteniendo en las primarias de 2013 el 3,92% (351.535 votos) y en las generales del mismo año 5,01% (449.450 votos), convirtiéndose así en diputado nacional. Asumió el cargo el 4 de diciembre del mismo año jurando "por Mariano Ferreyra, por todos nuestros mártires, por la clase obrera y por el socialismo". En 2017 fue candidato a Senador de la Provincia de Buenos Aires por el Frente de Izquierda, quedando en el quinto lugar con un 4,73% (448.933 votos).

### Diputado Nacional
Los diputados trotskistas (Del Caño, López y el propio Pitrola) impugnaron la jura de Diego Mestre, acusándolo de usurpar la banca con fraude y, a diferencia de todos los otros bloques, no votaron a favor de Julián Domínguez como Presidente de la Cámara ni de las diputadas designadas como vicepresidentes.
Según el acuerdo alcanzado por el Frente de Izquierda, Pitrola debió renunciar a su banca el 10 de junio de 2015 para dejarle su lugar a Myriam Bregman, integrante del Partido de los Trabajadores Socialistas, en cumplimiento del acuerdo de rotación de bancas entre los partidos del Frente de Izquierda. El 25 de octubre de 2015 volvió a ser electo diputado nacional por la provincia de Buenos Aires. Durante su mandato cobró notoriedad mediática por diversas campañas que llevó adelante y apoyó en la Cámara de Diputados. En 2016 fue uno de los principales impulsores de la prohibición de las carreras de galgos en la Argentina. En reiteradas ocasiones votó en contra y repudió los aumentos de sueldo, de gastos de representación y de viáticos para los Diputados Nacionales que tanto oficialismo como oposición avalaban, impulsando que los salarios de los representantes electos debían estar atados a los de los trabajadores. A principios del año 2017 convocó junto a otros Diputados una audiencia pública para rechazar el decreto de necesidad y urgencia firmador por Maurico Macri de reforma migratoria, en la cual denunció la criminalización de la migración que hace el Gobierno. En mayo de 2017 presentó un pedido de juicio político a los jueces de la Corte Suprema de Justicia por su fallo que aplicaba el beneficio del 2x1 al represor de la última dictadura militar Luis Muiño, y que por ende establecería como precedente la aplicación de este beneficio a otros represores y genocidas. El 9 de junio de 2017 renunció nuevamente a su banca para dejarle su lugar a Nathalia González Seligra. Durante ambos mandatos criticó duramente las políticas del Gobierno tanto de Cristina Kirchner y de Mauricio Macri, en particular durante los informes del Jefe de Gabinete Marcos Peña al Congreso de la Nación.

## Publicaciones

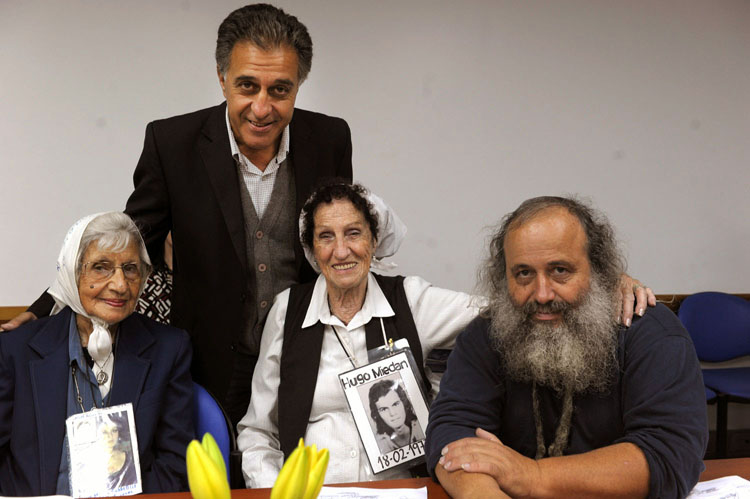
Néstor Pitrola, de pie, junto a las Madres de Plaza de Mayo Mirta Baravalle, Elia Espen y Enrique Fukman durante una audiencia por la destitución de César Milani

Colaborador de Prensa Obrera y de Infobae, Pitrola ha publicado también los siguientes libros:
- Un Nuevo Comienzo. Análisis y documentos de la Conferencia Nacional Clasista convocada por el Partido Obrero (Rumbos, 2009)
- La criminalización de la protesta social. El debate Zaffaroni-Pitrola (Rumbos, 2008)
- Un programa del clasismo sindical
- La fuerza de la izquierda en el Congreso (Planeta, 2016)